# Hitman Sniper Challenge
Hitman: Sniper Challenge è uno spin-off della serie Hitman, stand-alone di Hitman: Absolution. Il gioco è stato inizialmente un'esclusiva solo per chi aveva pre-ordinato Hitman: Absolution, pubblicato il 20 novembre 2012, in seguito fu reso disponibile anche al resto dei giocatori.

## Trama
Il gioco, che è indipendente rispetto ad Absolution, segue l'agente 47 che affronta una missione dove deve uccidere un certo Richard Strong, Jr. e il suo entourage di guardie del corpo. Tuttavia il gioco, essendo uno spin off di Absolution, non segue una trama ben precisa e l'obiettivo principale è quello di uccidere questa organizzazione senza però mai far scoprire l'identità di Hitman.

## Modalità di gioco
Durante il gioco si assume come di consueto il ruolo dell'agente 47, che si trova sopra un edificio armato di un fucile di precisione con silenziatore, unica arma del gioco. Il giocatore man mano che uccide gli obiettivi accumula punti, avendo così la possibilità di sbloccare alcuni aggiornamenti, tra cui un'estensione dell'arma che ne aumenta la gittata di fuoco. Inoltre lo scenario di gioco comprende elementi distruttibili, che se colpiti possono essere usati per uccidere indirettamente gli obiettivi, facilitando il compito a Hitman. Alla fine del gioco, il punteggio finale del giocatore, viene caricato su una classifica globale, che nella versione PC richiede l'accesso attraverso un codice fornito da Square Enix. I giocatori che avranno ottenuto il punteggio più alto nel ranking, hanno la possibilità di fare un viaggio a Copenaghen in Danimarca, per visitare la IO Interactive, il team di sviluppo del gioco. Infine il gioco offre anche la possibilità di connessione con ''Hitman: Absolution, in modo tale che le armi che vengono sbloccate in questo episodio siano disponibili poi per Absolution.

## Distribuzione
Il gioco è stato distribuito il 15 maggio 2012 per le piattaforme PlayStation 3 e Xbox 360, così come il trailer di lancio, mentre la versione PC è stata messa in vendita su Steam il 1º agosto 2012.